# Somalia en los Juegos Olímpicos de París 2024
Somalia compitió en los Juegos Olímpicos de París 2024 del 26 de julio al 11 de agosto de 2024. Desde su primera aparición en el evento en Múnich 1972 solo se ha perdido las ediciones de Montreal 1976 por el boicot congoleño, la de Moscú 1980 por el boicot estadounidense y la de Barcelona 1992 por razones políticas, siendo la undécima aparición de Somalia en los Juegos Olímpicos.

## Competidores
La delegación de Somalia solo contó con un deportista masculino en atletismo, Ali Idow Hassan, quien fue el abanderado en la ceremonia de apertura.
Compitió en la prueba de 800 metros por una invitación hecha por el COI.
| Atleta          | Evento     | Hit       | Hit | Repechaje | Repechaje | Semifinal    | Final        | Final        | Final        |
| Atleta          | Evento     | Resultado | #   | Resultado | #         | Resultado    | Resultado    | #            | #            |
| --------------- | ---------- | --------- | --- | --------- | --------- | ------------ | ------------ | ------------ | ------------ |
| Ali Idow Hassan | 800 metros | 1.48:72   | 8   | DNS       | DNS       | No clasificó | No clasificó | No clasificó | No clasificó |